# Aurel Chelbea
Aurel Chelbea (n. 1 aprilie 1946) este un fost deputat român în legislatura 2000-2004, ales în județul Ialomița pe listele partidului PSD. Deputatul Aurel Chelbea l-a înlocuit pe deputatul Vasile Silvian Ciupercă de la data de 1 septembrie 2004. Până la data de 1 septembrie 2004, deputatul Aurel Chelbea a fost inspector școlar general.